# Phalium decussatum
Phalium decussatum is een slakkensoort uit de familie van de Cassidae. De wetenschappelijke naam van de soort werd in 1758 voor het eerst geldig gepubliceerd door Carl Linnaeus.